# Maria Luisa Berti
Maria Luisa Berti (* 6. Oktober 1971 in San Marino) ist eine Politikerin aus San Marino. Sie war vom  1. April bis 1. Oktober 2011 gemeinsam mit Filippo Tamagnini Capitano Reggente (Staatsoberhaupt) von San Marino. Vom 1. Oktober 2022 bis 1. April 2023 war sie erneut gemeinsam mit Manuel Ciavatta Capitano Reggente.

## Leben
Maria Luisa Berti hat ein Diplom in Jura und ist Anwältin und Notarin. Sie trat 1989 der christdemokratischen PDCS bei, war Mitglied des Jugendverbandes und leitete die Zeitung Azione. Für die Wahlperiode 2001 bis 2006 wurde sie in den Consiglio Grande e Generale, das Parlament von San Marino, gewählt. Dort gehörte sie der Kommission für die Reform des Strafgesetzbuches an. Im März 2006 war sie Gründungsmitglied der politischen Bewegung Noi Sammarinesi. Im November 2008 wurde sie erneut in den Consiglio Grande e Generale gewählt, diesmal auf der Liste der Lista della Libertà. Im Parlament war sie Mitglied des auswärtigen Ausschusses. Maria Luisa Berti ist Mitglied des Exekutivkomitees von Noi Sammarinesi. Sie wurde für die Periode vom 1. April 2011 bis 1. Oktober 2011 gemeinsam mit Filippo Tamagnini zum Capitano Reggente dem Staatsoberhaupt von San Marino gewählt.